# 洛恩奥普赞德
洛恩奥普赞德（荷蘭語：Loon op Zand，意为“沙子上的洛恩”）是荷蘭的一個市鎮，位於荷蘭南部，在行政區劃上屬於北布拉班特省。模板錯誤：參數項只能填寫數字。，洛恩奥普赞德有人口23,504。

## 外部連結
- （荷兰文） 官方网站